# Eisuke Yamamoto
Eisuke Yamamoto (em japonês: 山本英輔; Yamamoto Eisuke, Kagoshima, 15 de maio de 1876 – Tóquio, 27 de julho de 1962) foi um almirante japonês, comandante em chefe da Frota Combinada da Marinha Imperial Japonesa durante a década de 1930, e também o pai da aviação da Marinha Imperial Japonesa.

## Biografia
Eisuke Yamamoto nasceu em 15 de maio de 1876, na prefeitura de Kagoshima. Era sobrinho do ex-primeiro-ministro japonês e almirante Gonnohyōe Yamamoto, embora não possuísse parentesco algum com outro importante militar, o almirante Isoroku Yamamoto.
Seu pai, irmão mais velho de Gonnohyōe Yamamoto, foi um samurai do Domínio Satsuma, que acabou falecendo no ano seguinte ao nascimento de Eisuke, morto em ação enquanto servia como capitão do exército, durante a Guerra de Seinan.
Mudando-se para Tóquio, frequentou a Universidade Keio e outras instituições, mas, seguindo os passos de seu tio, ingressou na Academia Naval em Etajima, com o objetivo de se tornar um oficial da Marinha. Dedicado aos estudos, se formou na vigésima-quarta turma do Corpo de Fuzileiros Navais, em 1897.

## Carreira militar
Em 1903, Yamamoto se tornou oficial do estado-maior da Segunda Frota, tendo mais tarde ido para a frente de batalha durante a Guerra Russo-Japonesa. Durante a Batalha de Tsushima — a maior entre os dois países ao longo do conflito —, serviu como capitão da marinha e oficial de estado-maior da Segunda Frota.
Com o fim da Guerra Russo-Japonesa, Eisuke foi nomeado aluno Classe A na Escola de Guerra Naval, sendo promovido a tenente-comandante em 28 de setembro de 1907, enquanto ainda estava na escola. Após concluir seus estudos, trabalhou em Tóquio. A partir de 1905, Yamamoto serviu como oficial do Estado-Maior da Marinha enquanto baseado na Alemanha, como oficial da Primeira Frota, e também como presidente do Colégio Naval.
Yamamoto foi nomeado vice-chefe do Departamento de Construção Naval, encarregado dos torpedos, no ano de 1920. Depois, atuou primeiro como vice-diretor, e depois como diretor da Escola de Guerra Naval. Em 1 de dezembro de 1924, foi promovido a vice-almirante e nomeado comandante do Quinto Esquadrão, que era composto por cruzadores leves. No ano seguinte, visitou o Mar Mediterrâneo através do Canal de Suez, como comandante da Frota de Treinamento e liderando cadetes da quinquagésima-quarta turma da Academia Naval, da trigésima-quinta turma do Departamento de Engenharia Naval, e da décima-quarta turma do Departamento de Economia Naval.
Eisuke Yamamoto se tornou chefe do Quartel-General da Aeronáutica da Marinha em 1927, dando início a um período em que ganhou reputação como um homem de ideias, através de suas pesquisas sobre catapultas para aviões, bombardeiros de longo alcance e métodos de ataque com torpedos. Em 1928, serviu como comandante em chefe do Distrito Naval de Yokosuka e, no ano seguinte, foi nomeado comandante em chefe do Distrito Naval de Yokosuka. Já em 1930, durante uma transferência de pessoal, Yamamoto se tornou comandante em chefe da Frota Combinada. O Incidente da Manchúria ocorreu durante seus dois anos neste posto, mas quando a situação se expandiu para Xangai e a Marinha começou a responder, Yamamoto já estava em Tóquio, como conselheiro militar.
Em 1 de abril de 1931, Yamamoto assumiu o posto de almirante e usou, pela primeira vez em 38 anos, um hakama que sua mãe costurou para ele. A vestimenta tradicional estava lacrada dentro de um papel, com as palavras "Abrirei isto no dia em que me tornar um Almirante da Marinha." Ele e sua mãe ficaram muito emocionados, e o evento foi amplamente coberto pela mídia da época, o que inspirou muitas pessoas e levou Yamamoto a se tornar popularmente conhecido como "o Almirante das Calças Lacradas".
Em 1932, Eisuke Yamamoto se tornou conselheiro militar. Se opôs ao Tratado Naval de Londres, do qual o Japão se retirou em 1934. Durante o Incidente de 26 de fevereiro em 1936, o Exército recomendou Yamamoto como candidato a Primeiro-Ministro do Gabinete Provisório. Porém, os rebeldes foram reprimidos e, ao Ministro das Relações Exteriores Hirota Koki, foi negada a oportunidade de formar um Gabinete. Após o incidente, o Exército "expurgou os militares", colocando a maioria dos almirantes da ativa na reserva, o que fez com que a Marinha também fizesse este mesmo movimento. Assim, a partir de 30 de março de 1936, Yamamoto deixou o serviço ativo e foi transferido para a reserva.
Atingiu a idade limite de serviço ativo — 65 anos de idade — em 15 de maio de 1941, mas continuou em serviço como adido da Marinha. Se aposentou em 15 de maio de 1946, aos 70 anos de idade, após o fim da Segunda Guerra Mundial. Neste mesmo ano, em 5 de junho, após a abolição da Ordem de Patente de Oficial da Marinha e da Ordem de Serviço de Adido da Marinha, Yamamoto perdeu seu status de almirante.
Em 1957, Yamamoto publicou um livro, "Sabedoria, compaixão e coragem: caia sete vezes, levante-se oito vezes".
Yamamoto faleceu em 27 de julho de 1962, aos 86 anos, vítima de problemas cardíacos.

## Aviação da Marinha Imperial Japonesa
Considerado o pai da aviação da Marinha Imperial Japonesa, Eisuke Yamamoto foi o primeiro na instituição militar a defender a criação de uma Força Aérea no Japão. Desde antes da Primeira Guerra Mundial, ele acompanhava de perto a aviação, defendendo que os japoneses a adotassem em diversas circunstâncias, e escrevendo diversos memorandos sobre o assunto.
Em sua "Declaração sobre o Estudo da Aeronáutica", de março de 1909, Yamamoto previu o advento de “navios de guerra aéreos de potencial impressionante”, e continuou argumentando que, embora a guerra naval até então fosse bidimensional, em um futuro próximo, com a adição de máquinas voadoras e submarinos, ela poderia acontecer em três dimensões. Ainda entusiasmado pela vitória japonesa na Batalha de Tsushima, propôs ao então coronel Hitoshi Yamaya, seu superior e chefe da Segunda Divisão da Marinha, que pesquisas sobre o que ele chamava, literalmente, de "máquinas voadoras tipo pipa" fossem iniciadas.
Yamamoto acabou chamando a atenção do Ministro da Marinha, Saitō Makoto, que ficou suficientemente impressionado para negociar, com o ministro do Exército, a criação de um programa conjunto para estudar a aplicação militar do voo na condução da guerra. Isso levou ao estabelecimento da chamada "Sociedade Provisória de Pesquisa de Balões Militares", um esforço conjunto entre o Exército e a Marinha Imperial Japonesas, considerado o primeiro esforço de pesquisa e desenvolvimento de aeronaves no Japão.
Embora a pesquisa sobre aviões tenha inicialmente sido uma colaboração entre Marinha e Exército, as duas forças eventualmente se separaram, e a Marinha acabou "ficando para trás": foi o Exército quem primeiro obteve êxito, em dezembro de 1910, quando o capitão Tokugawa realizou, com sucesso, um voo no Parque Yoyogi, e foi também o Exército quem primeiro ganhou independência para estabelecer seu Quartel-General da Aeronáutica. Seguindo seu próprio caminho, em 1910, a Marinha criou o "Comitê para Estudos de Aeronáutica Naval", iniciativa que causou bastante ressentimento por parte do Exército, e marcou o começou de uma amarga rivalidade, em termos de aviação, entre os dois Serviços Aéreos, que perdurou até o final da Guerra do Pacífico.
Em 12 de novembro de 1912, dia da Revista da Frota na Baía de Tóquio, o então capitão Yozo Kaneko — que estava estudando aviação na França, e retornou ao Japão a convite de Eisuke Yamamoto —, decolou de uma pista construída às pressas na costa próxima a Yokohama. Kaneko e o capitão Kono Miyoshi, que havia estudado aviação nos Estados Unidos, realizaram um voo espetacular para o Imperador, agradando aos espectadores e provocando um aumento repentino no número de jovens oficiais que se tornariam voluntários para voar, entre eles Takijiro Onishi, que mais tarde se tornaria o pai da ideologia kamikaze.

## Histórico militar
A tabela a seguir apresenta um histórico das atividades militares de Eisuke Yamamoto. As linhas com fundo verde representam datas em que recebeu promoções e teve sua patente alterada.
| Início     | Fim        | Eventos                                                                           |
| 08/10/1897 | 05/11/1897 | Candidato a Oficial da Marinha, tripulante do couraçado Hiei                      |
| 05/11/1897 | 14/11/1897 | Tripulante no cruzador Matsushima                                                 |
| 14/11/1897 | 26/11/1897 | Tripulante no couraçado Chin'en                                                   |
| 26/11/1897 | 22/03/1899 | Oficial no couraçado Yashima                                                      |
| 01/04/1898 |            | Promovido a Tenente da Marinha                                                    |
| 22/03/1899 | 01/08/1900 | Comissário no couraçado Hatsuse; enviado à Grã-Bretanha                           |
| 01/08/1900 | 15/04/1901 | Oficial no couraçado Hatsuse                                                      |
| 04/05/1901 | 16/11/1901 | Cargo de responsabilidade no tênder de submarinos Toyohashi                       |
| 16/11/1901 | 10/02/1902 | Atribuído ao Instituto de Táticas de Torpedos                                     |
| 10/02/1902 | 18/03/1902 | Comandante de Divisão, cruzador Chitose                                           |
| 18/03/1902 | 06/10/1902 | Comandante de Divisão, cruzador Takasago                                          |
| 06/10/1902 | 30/04/1903 | Promovido a Capitão e Comandante da Divisão, cruzador Takasago                    |
| 12/04/1903 | 30/04/1903 | Promovido a Comandante de Torpedos e da Divisão, cruzador Takasago                |
| 30/04/1903 | 10/11/1903 | Trabalho no Departamento de Engenharia Naval, integrado ao Estado-Maior da Armada |
| 10/11/1903 | 30/11/1903 | Inspetor do Estaleiro de Yokosuka                                                 |
| 30/11/1903 |            | Nomeado comandante em chefe da Frota Regular                                      |
| 28/12/1903 |            | Nomeado comandante em chefe da Segunda Frota                                      |
| 28/09/1907 |            | Promovido a Tenente-Comandante da Marinha                                         |
| 18/12/1907 | 03/06/1908 | Chefe do Estado Maior da Marinha                                                  |
| 03/06/1908 | 01/04/1910 | Trabalho no Departamento de Engenharia Naval                                      |
| 15/01/1909 | 01/04/1910 | Trabalho no Departamento de Ensino Naval                                          |
| 16/06/1909 | 01/04/1910 | Trabalho como Instrutor na Academia Naval                                         |
| 01/04/1910 | 28/06/1910 | Assistente do Ministério da Marinha, Gabinete de Assuntos Navais                  |
| 28/06/1910 | 16/07/1910 | Atribuições na Base Naval de Kure                                                 |
| 16/07/1910 | 23/03/1911 | Comandante em chefe da Frota de Treinamento                                       |
| 23/03/1911 | 30/05/1911 | Atribuições na Base Naval de Yokosuka                                             |
| 30/05/1911 | 19/02/1914 | Enviado à Alemanha, atuação como adido militar                                    |
| 01/12/1911 |            | Promovido a Coronel da Marinha                                                    |
| 12/06/1914 | 18/08/1914 | Trabalho no Departamento de Ensino Naval, integrado ao Estado-Maior da Armada     |
| 18/08/1914 | 01/12/1914 | Comandante em chefe da Segunda Frota                                              |
| 01/12/1914 | 13/12/1915 | Comandante em chefe da Primeira Frota                                             |
| 01/11/1915 | 13/12/1915 | Comandante em chefe da Primeira Frota e da Frota Combinada                        |
| 13/12/1915 |            | Promovido a Coronel, trabalhando no Departamento de Estado Maior                  |
| 02/06/1916 | 25/12/1916 | Enviado à Europa                                                                  |
| 05/07/1918 | 10/06/1919 | Comandante do couraçado MiKasa                                                    |
| 04/06/1919 | 10/06/1919 | Trabalho no Departamento de Estado Maior e Chefe do Estado Maior da Marinha       |
| 10/06/1919 | 15/03/1920 | Enviado à Europa                                                                  |
| 15/03/1920 | 08/12/1920 | Trabalho no Departamento de Estado Maior e Supervisor de Construção Naval         |
| 01/12/1920 |            | Promovido a Contra-Almirante                                                      |
| 01/09/1921 | 01/12/1922 | Diretor da Segunda Seção do Departamento de Engenharia Naval                      |
| 01/12/1922 | 01/06/1923 | Vice-diretor da Academia Naval                                                    |
| 01/06/1923 | 01/12/1924 | Diretor da Academia Naval                                                         |
| 01/12/1924 |            | Promovido a Vice-Almirante e Comandante da Quinta Divisão                         |
| 01/12/1925 | 15/01/1926 | Trabalho no Departamento de Estado Maior                                          |
| 15/01/1926 | 01/02/1927 | Comandante da Frota de Treinamento                                                |
| 01/02/1927 | 05/04/1927 | Trabalho no Departamento de Estado Maior e no Ministério da Marinha               |
| 05/04/1927 | 10/12/1928 | Chefe do Departamento de Aviação Naval                                            |
| 10/12/1928 | 11/11/1929 | Comandante da base naval de Yokosuka e membro do Conselho de Oficiais da Marinha  |
| 11/11/1929 | 01/04/1931 | Comandante da Primeira Frota e da Frota Combinada                                 |
| 01/04/1931 |            | Promovido a Almirante da Marinha                                                  |
| 01/12/1931 | 02/02/1932 | Conselheiro Militar                                                               |
| 02/02/1932 | 10/10/1932 | Comandante do Distrito Naval de Yokosuka                                          |
| 02/02/1932 | 10/10/1932 | Membro do Comitê do Almirantado                                                   |
| 10/10/1932 | 28/03/1936 | Conselheiro Militar                                                               |
| 02/11/1935 | 30/03/1936 | Presidente da Comissão Técnica Superior                                           |
| 30/03/1936 | 27/07/1962 | Integrado à Reserva                                                               |